# البادية العليا (مناخة)

تعديل مصدري - تعديل

البادية العليا هي إحدى قرى عزلة حصبان بمديرية مناخة التابعة لمحافظة صنعاء، بلغ تعداد سكانها 125 نسمة حسب تعداد اليمن لعام 2004.